# Tanquetazo
El Tanquetazo ou El Tancazo (ambos em espanhol para putsch dos tanques) de 29 de junho de 1973 são os nomes usados para se referir à fracassada tentativa de golpe de Estado no Chile liderada pelo tenente-coronel Roberto Souper, do 2º Regimento Blindado, contra o governo socialista da Unidade Popular do presidente Salvador Allende. É chamado assim porque os oficiais se rebelaram usando principalmente tanques e carros de combate pesados. Foi sufocada com êxito por soldados leais aos constitucionalistas liderados pelo Comandante-em-Chefe do Exército Carlos Prats. (Não deve ser confundido com a insurreição Tacnazo iniciada em 1969 do "Regimento Tacna", em Santiago do Chile.)